# Connecticut Wits
Die Connecticut Wits, auch Hartford Wits genannt,  waren ein amerikanischer Dichterkreis.
Ende des 18. Jahrhunderts trafen sich in Hartford, Connecticut, ehemalige Studenten und Lehrer der Yale University, um der eigenständigen Literatur des jungen Amerika zum Durchbruch zu verhelfen. Dabei gerieten ab und an auch Thomas Jefferson und seine Politik in ihr literarisches Visier. Deshalb waren die Connecticut Wits anfangs großen Anfeindungen ausgesetzt, da ihre Ansichten dem konservativen Establishment zu liberal erschienen. Aus heutiger Sicht blieben sie aber doch sehr in der englischen Literatur verwurzelt.
Es war ein loser Kreis, der sich regelmäßig in Hartford um Timothy Dwight IV. versammelte. Ein innerer Kern bestand aus Dwight, David Humphries, John Trumbull, Lemuel Hopkins, Richard Alsop, Theodore Dwight und Joel Barlow. Von Fall zu Fall wurden junge Autoren oder Gäste von Rang und Stand geladen. 

## Werke
Die Hartford Wits veröffentlichten in wechselnden Besetzungen einige Gemeinschaftswerke wie zum Beispiel The Anarchiad (1786-187), The Echo (1791–1805) und The Political Greenhouse (1799).